# ميغالي باناغيا
ميغالي باناييا (Μεγάλη Παναγία) هي مدينة في هالكيديكي في مقاطعة فوريا إلادا في اليونان.